# Comité olympique hondurien
Le Comité olympique hondurien (en espagnol :  Comité Olímpico Hondureño) est le comité national olympique responsable du mouvement olympique au Honduras. Il est créé en septembre 1956 et reconnu la même année par le Comité international olympique. Il est affilié à l'Organisation sportive panaméricaine.
Il rassemble l'ensemble des fédérations sportives reconnues du pays. Il intervient dans la sélection de la composition des délégations honduriennes aux Jeux olympiques et aux Jeux panaméricains.
Depuis 2009, le président est Salvador Jiménez Cáceres, élu pour un premier mandat de quatre ans et réélu en 2013.